# 日本の鉄道駅一覧 は
| あ | い | う-え   | お        | か    | き | く-け |
| こ | さ | し-しも | しや-しん | す-そ | た | ち-て |
| と | な | に      | ぬ-の     | は    | ひ | ふ-ほ |
| ま | み | む-も   | や-わ行   |       |    |       |

日本の鉄道駅一覧 はは、日本の鉄道駅のうち、はで始まるものの一覧である。

## は

### はあ-はお
- ハーバーランド駅
- ハーモニーホール駅
- 早岐駅（はいきえき）
- 拝島駅（はいじまえき）
- 梅津寺駅（ばいしんじえき）
- 羽犬塚駅（はいぬづかえき）
- 榛原駅（はいばらえき）
- 梅林駅 (広島県)（ばいりんえき・西日本旅客鉄道可部線）
- ハウステンボス駅
- 南風崎駅（はえのさきえき）

### はか-はこ
- 博多駅（はかたえき）
- 芳賀台停留場（はがだいていりゅうじょう）
- 芳賀・高根沢工業団地停留場（はが・たかねざわこうぎょうだんちていりゅうじょう）
- 博多南駅（はかたみなみえき）
- 芳賀町工業団地管理センター前停留場（はがまちこうぎょうだんちかんりセンターまえていりゅうじょう）
- 計石駅（はかりいしえき）
- 波川駅（はかわえき）
- 葉木駅（はきえき）
- 萩駅（はぎえき）
- 萩浦小学校前駅（はぎうらしょうがっこうまええき）
- 萩野駅（はぎのえき）
- 萩の台駅（はぎのだいえき）
- 萩ノ茶屋駅（はぎのちゃやえき）
- 萩原天神駅（はぎはらてんじんえき）
- 萩山駅（はぎやまえき）
- 萩生駅（はぎゅうえき）
- 萩原駅 (愛知県)（はぎわらえき・名鉄尾西線）
- 萩原駅 (福岡県)（はぎわらえき・筑豊電気鉄道）
- 羽咋駅（はくいえき）
- 白山駅 (東京都)（はくさんえき・都営地下鉄三田線）
- 白山駅 (新潟県)（はくさんえき・東日本旅客鉄道越後線）
- 白山長滝駅（はくさんながたきえき）
- 白島駅（はくしまえき・広島高速交通広島新交通1号線）
- 白島停留場（はくしまていりゅうじょう・広島電鉄白島線）
- 柏農高校前駅（はくのうこうこうまええき）
- 白馬駅（はくばえき）
- 白馬大池駅（はくばおおいけえき）
- 柏矢町駅（はくやちょうえき）
- 柏陽駅（はくようえき）
- 白楽駅（はくらくえき）
- 羽倉崎駅（はぐらざきえき）
- 柏林台駅（はくりんだいえき）
- 波久礼駅（はぐれえき）
- 羽黒駅 (茨城県)（はぐろえき・東日本旅客鉄道水戸線）
- 羽黒駅 (愛知県)（はぐろえき・名古屋鉄道小牧線）
- 博労町駅（ばくろうまちえき）
- 羽黒下駅（はぐろしたえき）
- 馬喰町駅（ばくろちょうえき）
- 馬喰横山駅（ばくろよこやまえき）
- 半家駅（はげえき）
- 八景水谷駅（はけのみやえき）
- 箱石駅（はこいしえき）
- 箱崎駅（はこざきえき）
- 箱崎九大前駅（はこざききゅうだいまええき）
- 箱崎宮前駅（はこざきみやまええき）
- 函館駅（はこだてえき）
- 函館アリーナ前停留場（はこだてアリーナまえていりゅうじょう）
- 函館駅前停留場（はこだてえきまえていりゅうじょう）
- 函館貨物駅（はこだてかもつえき）
- 函館どつく前停留場（はこだてどつくまえていりゅうじょう）
- 箱作駅（はこつくりえき）
- 箱根板橋駅（はこねいたばしえき）
- 箱根ケ崎駅（はこねがさきえき）
- 箱根湯本駅（はこねゆもとえき）
- 羽衣駅（はごろもえき）

### はさ-はそ
- 迫川駅（はざかわえき）
- 飯山満駅（はさまえき）
- 狭間駅（はざまえき・京王高尾線）
- 羽間駅（はざまえき・高松琴平電気鉄道琴平線）
- 羽沢横浜国大駅（はざわよこはまこくだいえき)
- 波子駅（はしえき）
- 土師駅（はじえき）
- 箸尾駅（はしおえき）
- 端岡駅（はしおかえき）
- 階上駅（はしかみえき）
- 箸蔵駅（はしくらえき）
- 土師ノ里駅（はじのさとえき）
- 波止浜駅（はしはまえき）
- 羽島市役所前駅（はしましやくしょまええき）
- 橋本駅 (神奈川県)（はしもとえき・東日本旅客鉄道横浜線・相模線・京王相模原線）
- 橋本駅 (京都府)（はしもとえき・京阪本線）
- 橋本駅 (和歌山県)（はしもとえき・西日本旅客鉄道和歌山線・南海高野線）
- 橋本駅 (福岡県)（はしもとえき・福岡市地下鉄七隈線）
- 馬車道駅（ばしゃみちえき）
- 柱野駅（はしらのえき）
- 蓮池町通停留場（はすいけまちどおりていりゅうじょう）
- 蓮ケ池駅（はすがいけえき）
- バスセンター前駅（バスセンターまええき）
- 蓮田駅（はすだえき）
- 蓮沼駅（はすぬまえき）
- 蓮根駅（はすねえき）
- 蓮町（馬場記念公園前）駅（はすまち（ばばきねんこうえんまえ）えき）
- 長谷駅 (神奈川県)（はせえき・江ノ島電鉄線）
- 長谷駅 (兵庫県)（はせえき・西日本旅客鉄道播但線）
- 波瀬駅（はぜえき）
- 長谷寺駅（はせでらえき）

### はた-はと
- 波田駅（はたえき・アルピコ交通上高地線）
- 葉多駅（はたえき・神戸電鉄粟生線）
- 波多浦駅（はたうらえき）
- 波多江駅（はたええき）
- 波高島駅（はだかじまえき）
- 幡ヶ谷駅（はたがやえき）
- 八多喜駅（はたきえき）
- 畠田駅（はたけだえき）
- 波田須駅（はだすえき）
- 畑田駅（はただえき）
- 羽立駅（はだちえき）
- 秦野駅（はだのえき）
- 旗の台駅（はたのだいえき）
- 幡生駅（はたぶえき）
- 端間駅（はたまえき）
- 幡屋駅（はたやえき）
- 八王子駅（はちおうじえき）
- 八王子みなみ野駅（はちおうじみなみのえき）
- 鉢形駅（はちがたえき）
- 八軒駅（はちけんえき）
- 蓮駅（はちすえき）
- 八戸駅（はちのへえき）
- 八戸貨物駅（はちのへかもつえき）
- 八浜駅（はちはまえき）
- 八本松駅（はちほんまつえき）
- 八幡駅 (静岡県)（はちまんえき・遠州鉄道鉄道線）
- 八幡平駅（はちまんたいえき）
- 八幡前駅 (京都府)（はちまんまええき・叡山電鉄鞍馬線）
- 八幡前駅 (和歌山県)（はちまんまええき・南海加太線）
- 八幡山駅（はちまんやまえき）
- 八森駅（はちもりえき）
- 八郎潟駅（はちろうがたえき）
- 初石駅（はついしえき）
- 廿日市駅（はつかいちえき）
- 廿日市市役所前（平良）駅（はつかいちしやくしょまえ（へら）えき）
- 初狩駅（はつかりえき）
- 八景島駅（はっけいじまえき）
- 発寒駅（はっさむえき）
- 発寒中央駅（はっさむちゅうおうえき）
- 発寒南駅（はっさむみなみえき）
- 初芝駅（はつしばえき）
- 初島駅（はつしまえき）
- 八田駅（はったえき）
- 初台駅（はつだいえき）
- 八丁畷駅（はっちょうなわてえき）
- 八丁馬場停留場（はっちょうばばていりゅうじょう）
- 八丁堀駅（はっちょうぼりえき・東日本旅客鉄道京葉線・東京地下鉄日比谷線）
- 八丁堀停留場（はっちょうぼりていりゅうじょう・広島電鉄本線・白島線）
- 八丁牟田駅（はっちょうむたえき）
- 八東駅（はっとうえき）
- 初富駅（はつとみえき）
- 服部駅（はっとりえき）
- 服部川駅（はっとりがわえき）
- 服部天神駅（はっとりてんじんえき）
- 鳩ヶ谷駅（はとがやえき）
- 鳩ノ巣駅（はとのすえき）
- 羽鳥駅（はとりえき）

### はな-はの
- 花泉駅（はないずみえき）
- 花隈駅（はなくまえき）
- 花小金井駅（はなこがねいえき）
- 花崎駅（はなさきえき）
- 花白温泉駅（はなしろおんせんえき）
- 花園駅 (京都府)（はなぞのえき・西日本旅客鉄道山陰本線）
- 花園駅 (香川県)（はなぞのえき・高松琴平電気鉄道長尾線）
- 花園町駅（はなぞのちょうえき）
- 花田口停留場（はなたぐちていりゅうじょう）
- 放出駅（はなてんえき）
- 花畑駅（はなばたけえき）
- 花畑町停留場（はなばたちょうていりゅうじょう）
- 花巻駅（はなまきえき）
- 花巻空港駅（はなまきくうこうえき）
- はなみずき通駅（はなみずきどおりえき）
- 花水坂駅（はなみずざかえき）
- 花山駅（はなやまえき）
- 花輪駅（はなわえき）
- 花堂駅（はなんどうえき）
- 羽生駅（はにゅうえき）
- 羽生田駅（はにゅうだえき）
- 羽貫駅（はぬきえき）
- 波根駅（はねえき）
- 羽根尾駅（はねおえき）
- 羽田空港第1ターミナル駅（はねだくうこうだいいちたーみなるえき・東京モノレール羽田空港線）
- 羽田空港第1・第2ターミナル駅（はねだくうこうだいいち・だいにたーみなるえき・京浜急行電鉄空港線）
- 羽田空港第3ターミナル駅（はねだくうこうだいさんたーみなるえき）
- 羽田空港第2ターミナル駅（はねだくうこうだいにたーみなるえき・東京モノレール羽田空港線）
- 羽ノ浦駅（はのうらえき）

### はは-はほ
- 羽場駅 (長野県)（はばえき・東海旅客鉄道飯田線）
- 羽場駅 (岐阜県)（はばえき・名古屋鉄道各務原線）
- 馬場崎町駅（ばばさきちょうえき）
- 埴生駅（はぶえき）

### はま-はも
- 浜厚真駅（はまあつまえき）
- 浜加積駅（はまかづみえき）
- 浜金谷駅（はまかなやえき）
- 浜川崎駅（はまかわさきえき）
- 浜北駅（はまきたえき）
- 浜五井駅（はまごいえき）
- 浜河内駅（はまごうちえき）
- 浜小倉駅（はまこくらえき）
- 浜小清水駅（はまこしみずえき）
- 浜坂駅（はまさかえき）
- 浜崎駅（はまさきえき）
- 浜田駅（はまだえき）
- 浜田山駅（はまだやまえき）
- 浜町駅（はまちょうえき）
- 浜寺駅前停留場（はまでらえきまえていりゅうじょう）
- 浜寺公園駅（はまでらこうえんえき）
- 浜中駅（はまなかえき）
- 浜名湖佐久米駅（はまなこさくめえき）
- 浜野駅（はまのえき）
- 浜町アーケード停留場（はまのまちアーケードていりゅうじょう）
- 浜の宮駅（はまのみやえき）
- 浜松駅（はままつえき）
- 浜松町駅（はままつちょうえき）
- 浜村駅（はまむらえき）
- 浜山公園北口駅（はまやまこうえんきたぐちえき）
- 浜吉田駅（はまよしだえき）
- 羽村駅（はむらえき）

### はや-はよ
- 芳養駅（はやえき）
- 早川駅（はやかわえき）
- 早来駅（はやきたえき）
- 早口駅（はやぐちえき）
- 林駅（はやしえき）
- 林崎駅（はやしざきえき）
- 林崎松江海岸駅（はやしさきまつえかいがんえき）
- 林野駅（はやしのえき）
- 早島駅（はやしまえき）
- 林道駅（はやしみちえき）
- 早瀬駅（はやせえき）
- 早月加積駅（はやつきかづみえき）
- 早戸駅（はやとえき・東日本旅客鉄道只見線）
- 隼人駅（はやとえき・九州旅客鉄道日豊本線・肥薩線）
- 早通駅（はやどおりえき）
- 隼駅（はやぶさえき）
- 速星駅（はやほしえき）
- 羽床駅（はゆかえき）

### はら-はろ
- 原駅 (静岡県)（はらえき・東海旅客鉄道東海道本線）
- 原駅 (愛知県)（はらえき・名古屋市営地下鉄鶴舞線）
- 原駅 (香川県)（はらえき・高松琴平電気鉄道志度線）
- 払川駅（はらいがわえき）
- 原市駅（はらいちえき）
- 原木駅（ばらきえき）
- 原木中山駅（ばらきなかやまえき）
- 原宿駅（はらじゅくえき）
- 原田駅 (静岡県)（はらだえき・天竜浜名湖鉄道天竜浜名湖線）
- 腹帯駅（はらたいえき）
- 原当麻駅（はらたいまえき）
- 原野駅（はらのえき）
- 原ノ町駅（はらのまちえき）
- 原谷駅（はらのやえき）
- 原水駅（はらみずえき）
- 原向駅（はらむこうえき）
- 針中野駅（はりなかのえき）
- 播磨駅（はりまえき・養老鉄道養老線）
- はりま勝原駅（はりまかつはらえき）
- 播磨下里駅（はりましもさとえき）
- 播磨新宮駅（はりましんぐうえき）
- 播磨高岡駅（はりまたかおかえき）
- 播磨町駅（はりまちょうえき）
- 播磨徳久駅（はりまとくさえき）
- はりまや橋停留場（はりまやばしていりゅうじょう）
- 播磨横田駅（はりまよこたえき）
- バルーンさが駅（臨時）
- 春江駅（はるええき）
- 春賀駅（はるかえき）
- 春木駅（はるきえき）
- 春木場駅（はるきばえき）
- 春田駅（はるたえき）
- 原田駅 (福岡県)（はるだえき・九州旅客鉄道鹿児島本線・筑豊本線）
- はるひ野駅（はるひのえき）
- 原町駅（はるまちえき）
- 晴山駅（はるやまえき）

### はわ-はん
- 播州赤穂駅（ばんしゅうあこうえき）
- 阪神国道駅（はんしんこくどうえき）
- 半蔵門駅（はんぞうもんえき）
- 半田駅（はんだえき）
- 番田駅 (神奈川県)（ばんだえき・東日本旅客鉄道相模線）
- 磐梯熱海駅（ばんだいあたみえき）
- 阪大病院前駅（はんだいびょういんまええき）
- 磐梯町駅（ばんだいまちえき）
- 半田口駅（はんだぐちえき）
- 半田埠頭駅（はんだふとうえき）
- 番田駅 (福井県)（ばんでんえき・えちぜん鉄道三国芦原線）
- 板東駅（ばんどうえき）
- 阪東橋駅（ばんどうばしえき）
- 母野駅（はんのえき）
- 飯能駅（はんのうえき）
- 万博記念公園駅 (茨城県)（ばんぱくきねんこうえんえき・首都圏新都市鉄道つくばエクスプレス）
- 万博記念公園駅 (大阪府)（ばんぱくきねんこうえんえき・大阪モノレール本線・彩都線）